# Гребешева Інга Іванівна
Інга Іванівна Гребешева (нар.. 25 січня 1937 року, Шостка) — російський державний і громадський діяч, віце-прем'єр уряду Російської Федерації на початку 1990-х років.

## Біографія
Народилася 25 січня 1937 р. в місті Шостка Чернігівської, а нині Сумської області.
Закінчила Московський медичний інститут. Здобула ступінь кандидата медичних наук.
Працювала в Московській поліклініці № 10, а у 1965—1990 роках у Міністерстві охорони здоров'я РРФСР та СРСР.
В 1990—1991 рр.  — голова Комітету у справах сім'ї та демографічної політики Ради Міністрів РРФСР, заступник голови Радянського дитячого фонду імені В. І. Леніна.
З 25 липня по 5 грудня 1991 р. — заступник голови Ради Міністрів РРФСР (другий уряд Силаєва)
З 1992 року — генеральний директор Російської асоціації «Планування сім'ї».

## Наукова діяльність
Автор 100 наукових робіт, з них 20 з гендерної тематики, якою займається з 1974 року.

## Громадська діяльність
І.Гребешева входила до складу комісій та організацій:
- Комісія з питань жінок, сім'ї та демографії при Президентові Російської Федерації;
- Комісія з питань поліпшення становища жінок при віце-прем'єрі з соціальних питань Уряду Російської Федерації;
- Міжвідомча комісія з соціально-демографічних питань при Міністерстві праці та соціального розвитку Російської Федерації;
- Експертно-консультативна рада з проблем підтримки молодої сім'ї Росії при Державному комітеті РФ з молодіжної політики;
- Круглий стіл жіночих громадських об'єднань і некомерційних організацій при Міністерстві праці та соціального розвитку[2].

## Нагороди
- медаль «Ветеран праці»,
- Почесний знак «Відмінник охорони здоров'я».